# Elezioni parlamentari in Marocco del 1997
Le elezioni parlamentari in Marocco del 1997 si tennero il 14 novembre per il rinnovo della Camera dei rappresentanti.
Le consultazioni facevano seguito ad un processo di riconciliazione e di liberalizzazione politica, all'esito del quale il re Hassan II aveva promulgato una nuova costituzione.
Fu adottato un sistema elettorale di tipo proporzionale: ciò determinò un'elevata frammentazione politica e favorì l'esercizio, da parte del re, di ampi poteri di iniziativa politica.
Le elezioni videro un'affluenza del 58,3% e portò all'ingresso in parlamento di 14 partiti; la guida del governo fu affidata a Abderrahmane Youssoufi, esponente dell'Unione Socialista delle Forze Popolari (erede dell'UNFP). Nel 1998, 9 deputati islamisti moderati dettero vita al Partito della Giustizia e dello Sviluppo.
Alla morte di Hassan II, avvenuta il 23 luglio 1999, il regno passò a Mohammed VI, che confermò la scelta democratica.

## Risultati
| Liste                                                | Voti      | %     | Seggi |
| ---------------------------------------------------- | --------- | ----- | ----- |
| Unione Socialista delle Forze Popolari               | 884.061   | 13,87 | 57    |
| Partito dell'Indipendenza                            | 840.315   | 13,19 | 32    |
| Raggruppamento Nazionale degli Indipendenti          | 705.397   | 11,07 | 46    |
| Movimento Popolare                                   | 659.331   | 10,35 | 40    |
| Unione Costituzionale                                | 647.746   | 10,17 | 50    |
| Movimento Democratico e Sociale                      | 603.156   | 9,47  | 32    |
| Movimento Nazionale Popolare                         | 431.651   | 6,77  | 19    |
| Partito del Rinnovamento e del Progresso             | 274.862   | 4,31  | 9     |
| Partito Nazional-Democratico                         | 270.425   | 4,24  | 10    |
| Movimento Popolare Democratico e Costituzionale      | 264.324   | 4,15  | 9     |
| Fronte delle Forze Democratiche                      | 243.275   | 3,82  | 9     |
| Partito Socialista Democratico                       | 188.520   | 2,96  | 5     |
| Organizzazione per la Democrazia e l'Azione Popolare | 184.009   | 2,89  | 4     |
| Partito dell'Azione                                  | 89.614    | 1,41  | 2     |
| Partito Democratico dell'Indipendenza                | 76.176    | 1,20  | 1     |
| Movimento per la Democrazia                          | 8.768     | 0,14  | -     |
| Totale                                               | 6.371.630 |       | 325   |